# Vitinica
Vitinica je naseljeno mjesto u općini Sapna Federacija BiH. U Vitinici se nalaze 3 džamije i tri mekteba. 
Poznata mineralna voda koja se proizvodi u Kozluku se zove Vitinka po naselju Vitinica. Vitinica ima osnovnu školu do 9 razreda, kao i zdravstveni dom. Svi zaseoci Vitinice imaju asfalt, vodu, kanalizaciju i telefon. Vitinica ima i svoj nogometni klub Mladost. Vitinica se nalazi samo 7 kilometara zračne linije od države Srbije te ujedno najbliže mjesto Federacije BiH, državi Srbiji. 

## Povijest
Vitinica se do rata u cjelini nalazila u sastavu općine Zvornik.
Tijekom rata su mještani Vitinice pružili jak otpor agresoru. Veliki napadi su bili na Kovačeviće, Zečiju Kosu, Hanđeliće, Lanjišta, Selimoviće, Mahmutoviće. I pored žestokih napada bosanskih i srbijanskih Srba, mještani Vitinice su uspjeli da se odbrane. Vitinica se nalazi samo 7 kilometara zračne linije od države Srbije, te je predstavljala veliku prepreku projektu Velike Srbije. Posebno veliki napad na Vitinicu (zaseok Kovačeviće) zbio se je 22.3.1993. godine, kada su srbijanske snage pokrenule veliki tenkovsko oklopni napad. Tenkiste je vodio general iz vojske Jugoslavije. Srbi su brdo u Vitinici u zaseoku Kovačevići nazvali Brdo Smrti, zato što su na tom brdu često ginuli pri pokušaju osvajanja Vitinice. Poslije rata je Vitinica bila razrušena od granata. Sve tri džamije su bile porušene od granata. Mještani Vitnice su poslije rata obnovili svoje kuće, džamije i mektebe. Mještani Vitnice su se s nadljudskim naporima uspjeli obraniti. Posle rata je Vitinica ušla u sastav općine Sapna FBiH.

## Stanovništvo
| Vitinica           |                |                |                |
| godina popisa      | 1991.          | 1981.          | 1971.          |
| Muslimani          | 2.900 (93,06%) | 2.563 (91,63%) | 1.873 (85,95%) |
| Srbi               | 204 (6,54%)    | 199 (7,11%)    | 302 (13,85%)   |
| Hrvati             | 1 (0,03%)      | 0              | 0              |
| Jugoslaveni        | 5 (0,16%)      | 32 (1,14%)     | 2 (0,09%)      |
| ostali i nepoznato | 6 (0,19%)      | 3 (0,10%)      | 2 (0,09%)      |
| ukupno             | 3.116          | 2.797          | 2.179          |